# Michela Miti
Michela Miti, pseudonimo di Michela Macaluso (Roma, 12 giugno 1963), è un'ex attrice italiana.

## Biografia
Di padre siciliano e madre toscana, Ivana, nel 1978, mentre è in vacanza con i genitori sulla riviera adriatica, partecipa a un concorso di bellezza e viene eletta Miss Cinema Riccione, ottenendo subito proposte per iniziare la carriera di fotomodella. Nel 1980 viene scritturata dalla Rai per condurre la rubrica Game all'interno del programma televisivo pomeridiano per ragazzi 3, 2, 1... contatto!.
Dopo aver posato senza veli nel marzo del 1981 per l'edizione italiana di Playboy, diventa celebre per le sue partecipazioni in due film della commedia sexy all'italiana del filone di Pierino, ovvero Pierino contro tutti e Pierino colpisce ancora. Nel secondo film partecipa come cantante interpretando il tema Duppi duppi du, al quale hanno contribuito svariati musicisti, come Richard Tee al pianoforte e al sintetizzatore, Donald Dunn, Willie Weeks e Chuck Rainey al basso elettrico, Jim Keltner, Ray Cooper e Harvey Mason alla batteria e percussioni, Chuck Findley alla tromba.
Tra le sue altre pellicole di maggiore successo, ci sono invece W la foca, Biancaneve & Co. e Vieni avanti cretino, tutte del 1982. Prima ancora di avere successo come attrice appare in diversi servizi fotografici di nudo, conquistando le copertine di riviste come Playmen e Blitz. Partecipa in seguito anche ad un film erotico vietato ai minori di 18 anni, Dolce pelle di Angela. Torna sulle scene nel 1999, in diverse pièce teatrali e nel film Gialloparma, tutti scritti dal suo compagno Alberto Bevilacqua.
Oltre alla carriera cinematografica e televisiva in Rai si è dedicata anche alla poesia, pubblicando per la Mondadori nel 2001 la raccolta Alchimia celeste, cui segue L'innocenza perduta dieci anni dopo. Ha inciso inoltre alcuni singoli, come Aria di festa del 1983, pezzo poi incluso nella raccolta The World of Coffee Bar (2005) della ZYX Music.
Nel 2020 viene ospitata, su Rai 1, alla trasmissione televisiva di Eleonora Daniele, Storie italiane, nella quale raccontò di aver subito delle violenze sessuali da parte di un famoso produttore cinematografico italiano, dichiarando inoltre di essersi sottoposta a terapie e analisi con specialisti per diversi anni, provando a superare il trauma che l'aveva segnata profondamente

## Filmografia

Michela Miti (in primo piano) e Alvaro Vitali in Pierino contro tutti (1981)

Michela Miti (a destra) e Lino Banfi in Vieni avanti cretino (1982)

### Cinema
- Cornetti alla crema, regia di Sergio Martino (1981)
- Pierino contro tutti, regia di Marino Girolami (1981)
- I figli... so' pezzi 'e core, regia di Alfonso Brescia (1981)
- Pierino colpisce ancora, regia di Marino Girolami (1982)
- W la foca, regia di Nando Cicero (1982)
- Vieni avanti cretino, regia di Luciano Salce (1982)
- Biancaneve & Co., regia di Mario Bianchi (1982)
- Questo e quello, regia di Sergio Corbucci, episodio Questo... amore impossibile (1983)
- Dolce pelle di Angela, regia di Andrea Bianchi (1986)
- Delitti, regia di Giovanna Lenzi (1987)
- Mortacci, regia di Sergio Citti (1989)
- Il gioco della notte, regia di Dario Micheli (1993)
- Gialloparma, regia di Alberto Bevilacqua (1999)

### Televisione
- I racconti del maresciallo, regia di Giovanni Soldati – miniserie TV, episodio 1×03 (1984)
- I ragazzi di celluloide 2, regia di Sergio Sollima – miniserie TV, episodi 1×02-1×03 (1984)
- Sogni e bisogni – serie TV, episodio 1×08 (1985)
- Quando arriva il giudice, regia di Giulio Questi – miniserie TV, episodio 1×05 (1986)
- Carabinieri – serie TV, episodio 2×17 (2003)

## Discografia

### Singoli
- 1983 – Aria di festa/Simpaty (Yep, 5390 757)
- 1988 – The right aim/The right aim (radio version)/The right aim (dub version) (Sinusoid, PN-0141)

## Opere
- Alchimia celeste. Poesie, Mondadori, 2001, ISBN 8804490470.
- L'innocenza perduta, Mondadori, 2011, ISBN 8804611499.